# Cornelis Corneliszoon van Uitgeest

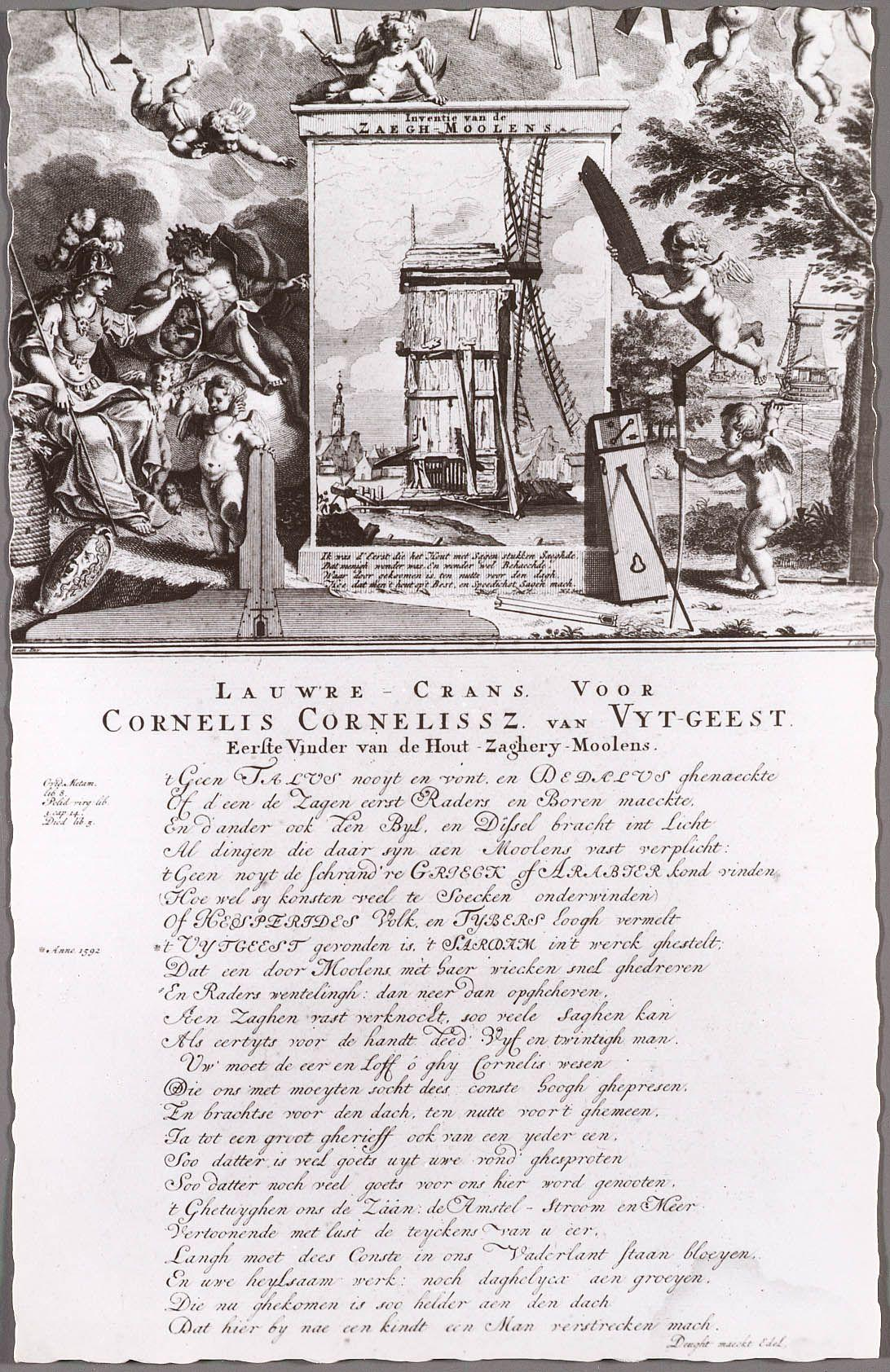
17e-eeuwse prent ter herinnering aan de uitvinding van de zaagmolen door Cornelis Corneliszoon van Uitgeest

Cornelis Corneliszoon van Uitgeest of Krelis Lootjes (Uitgeest, ca. 1550 - ca. 1607) was de uitvinder van de houtzaagmolen. Door middel van het toepassen van een krukas in een windmolen werd een draaiende beweging omgezet in een op- en neergaande beweging. Hiermee werden de zaagbladen aangedreven en konden op grote schaal en met grote precisie machinaal planken gezaagd worden.
De uitvinding van Corneliszoon werd later verbeterd tot een geïntegreerde constructie, de zogenaamde paltrokhoutzaagmolen. Dit type houtzaagmolen is van groot belang geweest voor het bouwen van de schepen van zowel de VOC als de WIC. De uitvinding heeft dan ook in belangrijke mate bijgedragen aan de economische opbloei van de Republiek der Zeven Verenigde Nederlanden in de 17e eeuw. Omdat het vervaardigen van planken dankzij de molen aanzienlijk sneller ging dan voorheen werd er ook een tijdwinst geboekt in de scheepsbouw: in minder tijd konden meer schepen worden gebouwd.

## Biografie
Corneliszoon werd op 15 december 1593 een octrooi voor de houtzaagmolen verleend, voor de krukas gebeurde dit op 6 december 1597. Naast de uitvinding van de houtzaagmolen had Cornelis Corneliszoon meerdere octrooien op zijn naam staan, onder andere een oliemolen met kantstenen, een rosmolen en de voorloper van de centrifugaalpomp.
In 1592 bouwde Corneliszoon een eerste houtzaagmolen: 't Juffertje. Dit was een kleine wipmolen met een houtzagerij op afstand. Deze werd in 1594 vervangen door een kleine molen die op een vlot dreef. In 1595 werd de molen verkocht en in 1596 naar Zaandam verplaatst. In Alkmaar werd een andere molen gebouwd waarvan de resten toevallig werden ontdekt in 2004, tijdens opgravingen bij het Noordhollandsch Kanaal.
Corneliszoon, soms ook wel Krelis Lootjes genoemd, werd in zijn octrooi voor de houtzaagmolen omschreven als een "schamel huisman". Hij was getrouwd met Trijn Pieters, dochter van Pieter Dircx, de molenaar van meelmolen "De Krijger" op de Meldijk in Uitgeest. Zijn exacte sterfjaar is niet bekend; het was ergens tussen 1600 en 1607.
De molen De Corneliszoon in Uitgeest is naar hem vernoemd. Corneliszoons uitvinding werd uitvoerig besproken in het televisieprogramma Industrial Revelations op Discovery Channel.